# Letiště Kyjev-Žuljany
Mezinárodní letiště Ihora Sikorského Kyjev (Žuljany) (ukrajinsky Міжнародний аеропорт «Ки́їв» імені Ігоря Сікорського, Аеропорт «Київ-Жуля́ни» ), (IATA: IEV, ICAO: UKKK) je jedním ze dvou mezinárodních letišť v ukrajinském hlavním městě Kyjev. Je ve vlastnictví města a nachází se na jihu čtvrtě Žuljany. Od roku 2014 nese název mezinárodní letiště Ihora Sikorského . Kromě pravidelné letecké přepravy cestujících, je mezinárodní letiště Kyjev také hlavním letištěm business jetů na Ukrajině a jeden z jejich nejvytíženějších uzlů v Evropě.
Letiště od roku 1923 sloužilo k vojenským účelům. Současně bylo využíváno společností „Ukrpovitrošlyach“ („ukrajinská společnost letových spojů“), která byla v roce 1934 zcela integrována do Aeroflotu. Až do roku 1960 to bylo jediné osobní letiště v Kyjevě. 
V roce 2011 se na letiště přesunula společnost Wizzair.
Od roku 2018 slouží také, jako základna pro ukrajinskou nízkonákladovou společnost SkyUP.
Dne 22. března 2018 přejmenovala kyjevská městská rada letiště „Kyjev“ novým názvem po leteckém konstruktérovi Igoru Sikorském.
Do letiště bylo investováno 70 milionů dolarů na výstavbu terminálů, a je v plánu dalších 50 milionů dolarů na dosažení maximální efektivity letiště.
Dne 23. května 2019 bylo dokončeno rozšíření hlavního terminálu „A“ o 9,5 tisíce m², v důsledku čehož se celková plocha zvýšila na 23,7 tisíc m².